# Pleurotomaria coniformis
Pleurotomaria coniformis is een fossiele slakkensoort uit de familie van de Pleurotomariidae. De wetenschappelijke naam van de soort is voor het eerst geldig gepubliceerd in 1883 door de Koninck.